# Modelo de pólder
O Modelo Pólder (em neerlandês:  poldermodel) é um método de tomada de decisão por consenso, baseado na aclamada versão holandesa de formulação de políticas econômicas e sociais baseadas em consenso nas décadas de 1980 e 1990. Seu nome vem da palavra holandesa (polder) para extensões de terra cercadas por diques.
O modelo polder foi descrito como "um reconhecimento pragmático da pluriformidade" e "cooperação apesar das diferenças". Pensa-se que a política holandesa Ina Brouwer foi a primeira a usar o termo poldermodel, em seu artigo de 1990 "Het socialisme als poldermodel?" (O socialismo como modelo de pólder?), Embora seja incerto se ela cunhou o termo ou simplesmente foi a primeira a escrevê-lo.

## Modelo socioeconômico

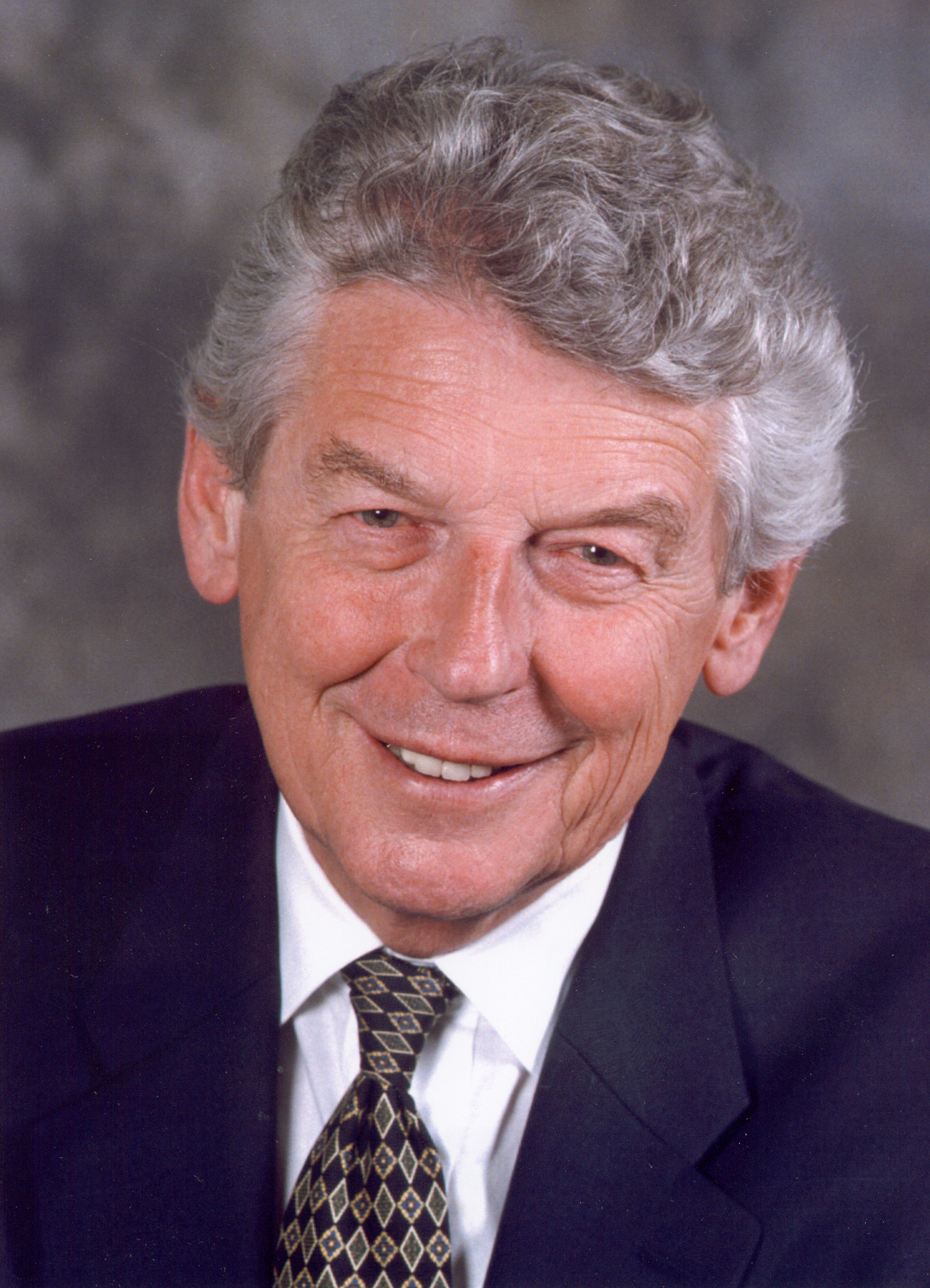
Wim Kok, um ex-primeiro-ministro da Holanda, apoiou o modelo pólder.

O modelo de pólder holandês é caracterizado pela cooperação tripartite entre organizações de empregadores como a VNO-NCW, sindicatos como a Federação do Movimento Trabalhista Holandês e o governo. Estas conversações estão consubstanciadas no Conselho Econômico-Social (em neerlandês:  Sociaal-Economische Raad, SER). O SER serve como fórum central para discutir questões trabalhistas e tem uma longa tradição de consenso, muitas vezes neutralizando conflitos trabalhistas e evitando greves. Modelos semelhantes são usados na Finlândia, a saber, o Acordo de Política de Renda Abrangente e a validade universal dos acordos coletivos de trabalho.
O atual modelo holandês começou com o Acordo de Wassenaar de 1982, quando sindicatos, empregadores e governo decidiram um plano abrangente para revitalizar a economia envolvendo tempos de trabalho mais curtos e menos salários por um lado, e mais empregos por outro. Esse modelo polder, combinado com uma política econômica neoliberal de privatização e cortes orçamentários, foi considerado o responsável pelo milagre econômico holandês no final da década de 1990.
Um papel importante neste processo foi desempenhado pelo Escritório Central de Planejamento Holandês (CPB), fundado por Jan Tinbergen. A assessoria política do CPB desde 1976, em particular com o modelo Den Hartog e Tjan, a favor da contenção salarial, foi um argumento importante, de apoio ao governo e aos empregadores, que os sindicatos não podiam combater facilmente.
Muitos autores e pesquisadores, no entanto, argumentaram que a importância do Acordo de Wassenaar foi amplamente superestimada. O jovem historiador Stijn Kuipers, no entanto, traça a linha ainda mais longe. Em um artigo que deve muito ao trabalho de Coen Helderman, Kuipers argumenta que o modelo socioeconômico moderno de pólder já se manifestou em 1920 com o Alto Conselho do Trabalho holandês. Segue-se que o modelo pólder é muito mais antigo e, portanto, poderia ter tido uma influência maior na sociedade e na economia holandesas do que geralmente se pensa até agora.

## Outros usos
O termo modelo polder e especialmente o verbo polderen tem sido usado pejorativamente por alguns políticos para descrever o lento processo de tomada de decisão em que todas as partes devem ser ouvidas. O modelo floresceu sob os governos de coalizão roxa do primeiro-ministro holandês Wim Kok, uma coalizão que incluía os rivais tradicionais do Partido Trabalhista (um partido social-democrata, cuja cor é vermelha) e do Partido Popular pela Liberdade e Democracia (liberais de direita, cuja cor é azul). No clima econômico em declínio do início do século 21, o modelo sofreu ataques ferozes, especialmente de políticos de direita e Pim Fortuyn em seu livro intitulado De puinhopen van acht jaar Paars ("Os destroços de oito anos roxos").

## Contexto histórico
Não há consenso sobre o contexto histórico exato do modelo de pólder. Em geral, existem três pontos de vista sobre este assunto.
Uma explicação aponta para a reconstrução da Holanda após a Segunda Guerra Mundial. O corporativismo foi uma característica importante do pensamento político democrata-cristão e, particularmente, católico. Durante o período do pós-guerra, os partidos católico, protestante, cristão, social-democrata e liberal decidiram trabalhar juntos para reconstruir a Holanda, assim como os sindicatos e as organizações de empregadores. Instituições importantes do modelo polder, como o SER, foram fundadas neste período. Nenhum partido político jamais teve algo próximo a uma maioria geral no parlamento, então o governo de coalizão é inevitável. Isso torna os partidos extremamente cautelosos, já que o inimigo de hoje pode ser o aliado de amanhã, ainda mais nos tempos atuais, quando a "morte da ideologia" tornou possível que quase todas as partes trabalhassem juntas.
Outra explicação aponta para a dependência da Holanda da economia internacional. Os holandeses não podem se dar ao luxo de utilizar o protecionismo contra as marés imprevisíveis da economia internacional, porque a Holanda não é uma economia autárquica. Portanto, para se proteger da economia internacional, eles estabeleceram um conselho tripartite que supervisionou um extenso estado de bem-estar social.
Uma terceira explicação refere-se a um aspecto único da Holanda, que consiste em grande parte de pólderes, terras recuperadas do mar, que requerem bombeamento e manutenção constantes dos diques. Portanto, desde a Idade Média, quando o processo de recuperação de terras começou, diferentes sociedades que viviam no mesmo pólder foram forçadas a cooperar porque, sem um acordo unânime sobre a responsabilidade compartilhada pela manutenção dos diques e estações de bombeamento, os pólderes teriam inundado e todos teria sofrido. Crucialmente, mesmo quando cidades diferentes no mesmo pólder estavam em guerra, eles ainda tinham que cooperar a esse respeito. Acredita-se que isso tenha ensinado os holandeses a deixar de lado as diferenças para um propósito maior.